# Christophe Colomb (opera)

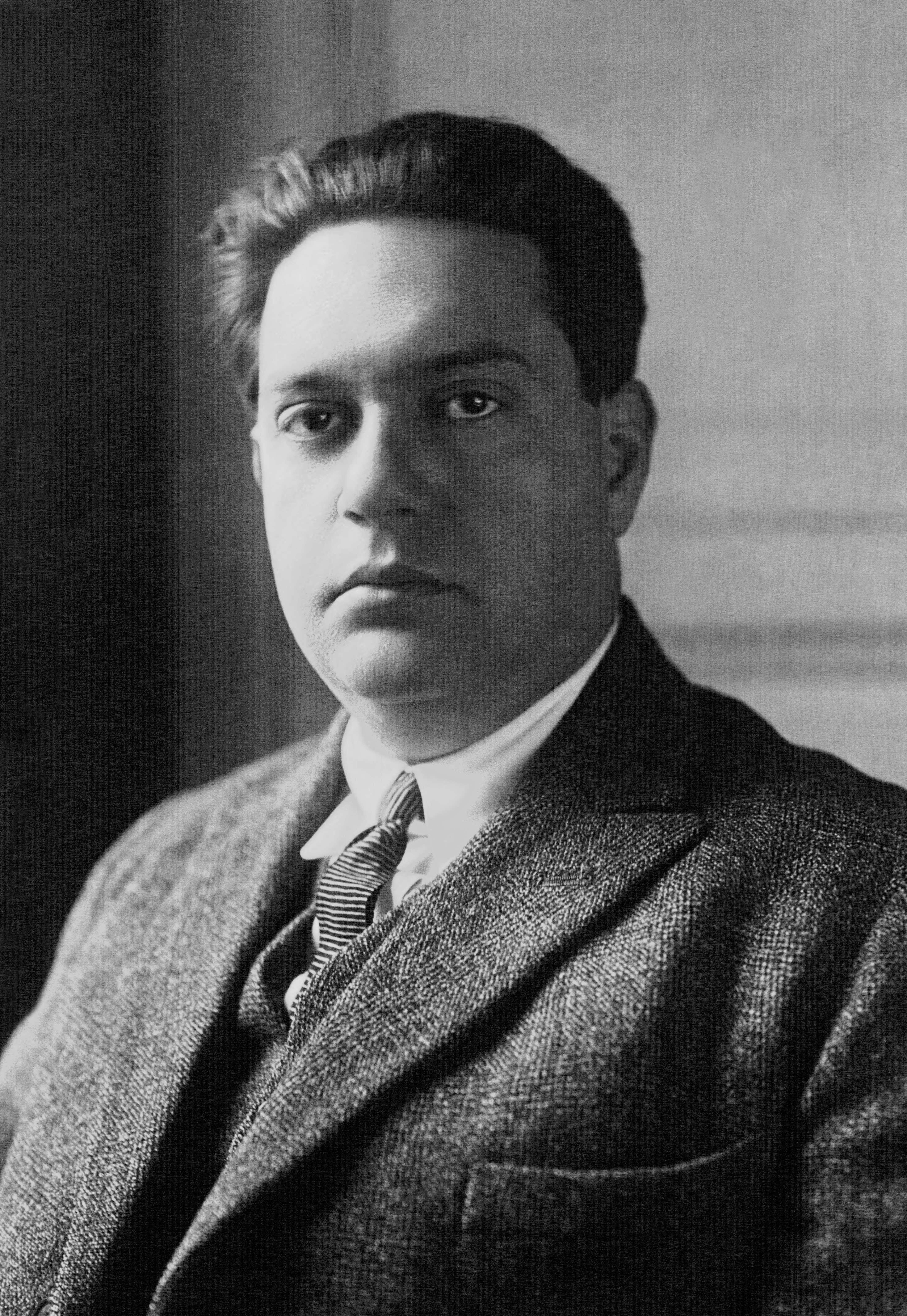
Darius Milhaud

Christophe Colomb (Christofer Columbus) är en opera i två delar och 27 bilder med musik av Darius Milhaud. Librettot skrevs av Paul Claudel efter sin pjäs om Christofer Columbus, Le Livre de Christophe Colomb (1927).

## Historia
Efter kammaroperorna och minioperorna Opéra-minute var Christophe Colomb en återgång till den storskaliga operan. I operatrilogin L’Orestie d’Eschyle hade Milhaud och Claudel fokuserat på balansen mellan musik och ord. När det gällde Christophe Colomb ville de koncentrera all fokus på dramats alla aspekter: orden, musiken, gesterna, scenerierna men även film, allt för att komma så nära Claudels idé om totalteater. Claudels pjäs var beställd av Max Reinhardt.
Operan är en symbolisk och religiös tolkning av Columbus liv. Historien framställs som en bok, ur vilken en berättare slumpvis ställer eftervärlden (däribland Columbus) inför olika episoder att bedöma. Handlingen framställs inte kronologiskt och särskilt del två speglar del ett snarare än att följa den. Columbus världsliga och andliga resor examineras utifrån varierande perspektiv: hans kallelse som barn, hjälpen från drottning Isabella, hans strapatser i sökandet efter Nya världen; konflikterna med sjömännen och det spanska hovet, samt hans död. 
Flera av experimenten från L'Orestie d'Eschyle kombineras med erfarenheten från de korta Opéra-minute. Polytonaliteten, både i harmonisk och melodisk, är förhärskande och exempelvis scenen Irruption des Colombes består av melodiska, tonala och rytmiska oberoende lager. Christophe Colombe är ett av Milhauds viktigaste verk, men de nästan oöverstigliga svårigheterna med att uppföra operan, med bland annat det omfattande bruket av filmiska inslag, har stått i vägen för dess spridning. I Frankrike vågade man inte åta sig uppgiften men Erich Kleiber disponerade på Staatsoper Unter den Linden i Berlin de resurser som gjorde ett uppförande möjlig. Premiären skedde den 5 maj 1930. Sedan dess har den nästan enbart uppförts i konsertant form

## Personer
| Roller                        | Röstläge | Premiärbesättning 5 maj 1930 Dirigent: Erich Kleiber |
| ----------------------------- | -------- | ---------------------------------------------------- |
| Den unge Columbus             | baryton  | Theodor Scheidl                                      |
| Den åldrade Columbus          | bas      | Emanuel List                                         |
| Drottning Isabella av Spanien | sopran   | Delia Reinhardt                                      |
| Columbus hustru               | sopran   | Margherita Perras                                    |
| Hovmarskalken                 | tenor    | Fritz Soot                                           |
| Kung Ferdinand av Spanien     | bas      |                                                      |
| Ceremonimästaren              | tenor    |                                                      |
| Berättaren                    | talroll  |                                                      |

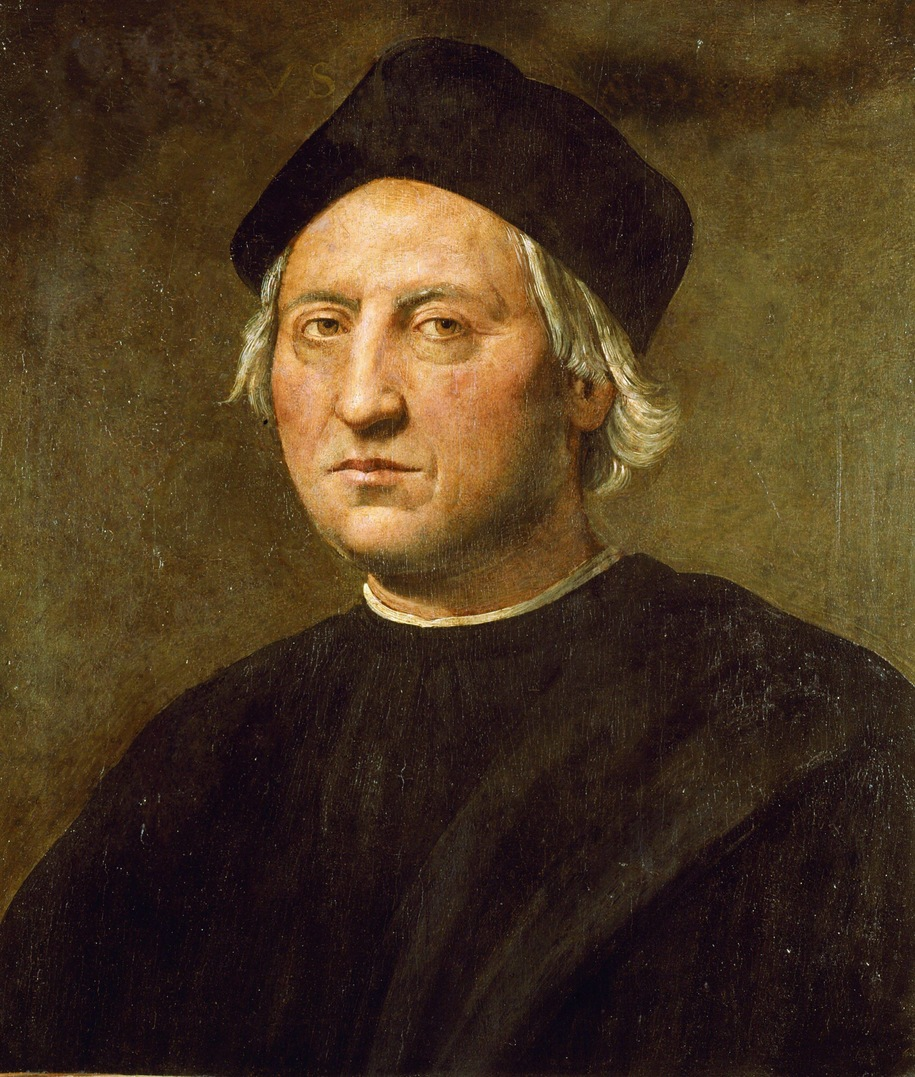
Christofer Columbus
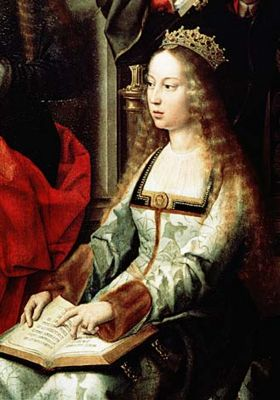
Drottning Isabella
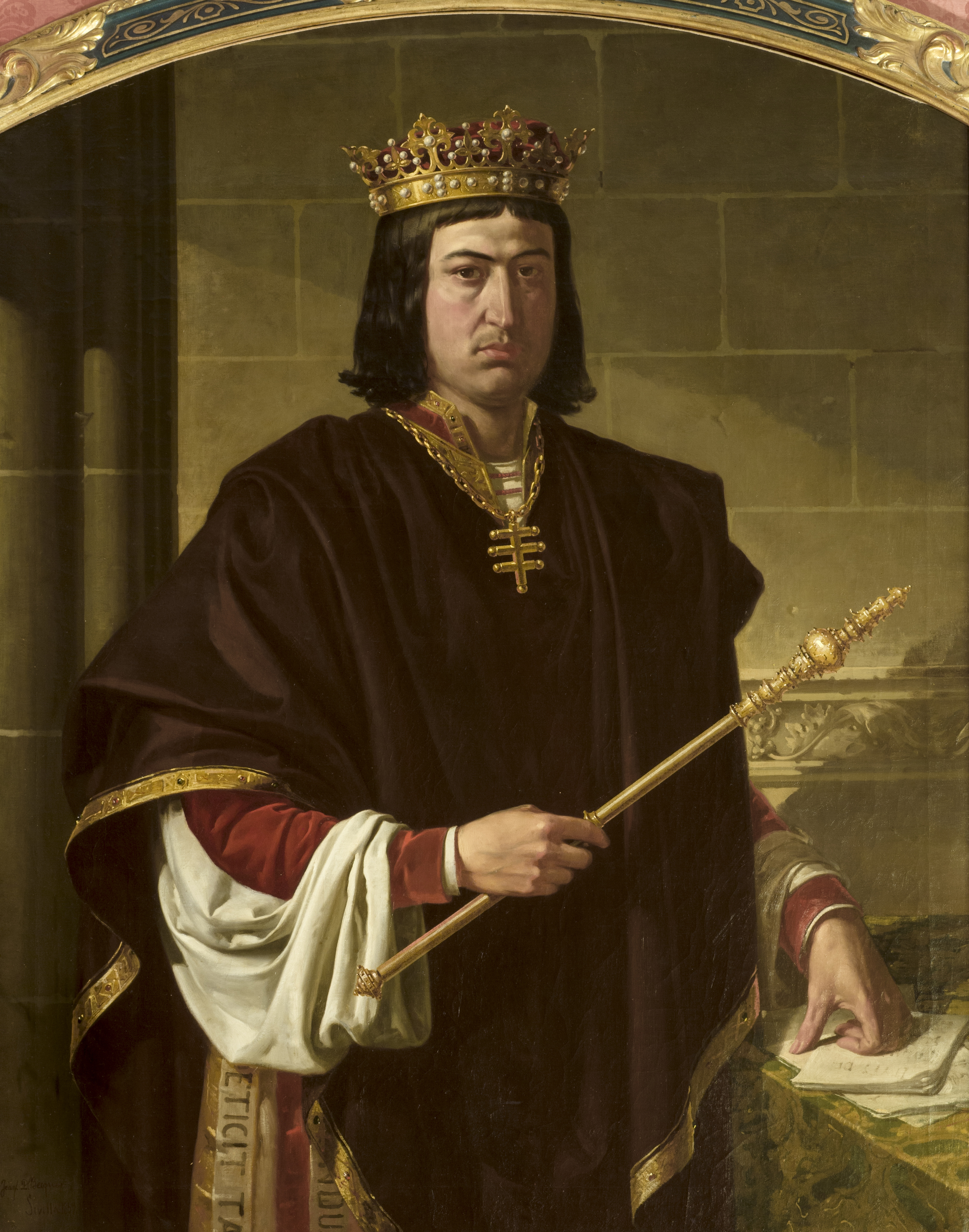
Kung Ferdinand

## Handling

### Del 1
Berättaren inleder med en bön till Gud, varpå man ser en jättelik jordglob över vilken en duva svävar som samtidigt symboliserar Columbus (colombe: duva) och den heliga treenigheten. I ett fattigt härbärge i Valladolid sitter den åldrande Columbus med sin åsna och väntar på döden medan avunden, ärelystnaden, dumheten och fåfängan dansar omkring honom. Under tiden försiggår en slags rättegång mot honom med både åklagare och försvarare. Till sist fördriver en flock duvor de dansande. Som barn får den lilla drottning Isabella en duva i gåva. Hon sätter en ring på dess fot, och den flyger sin väg.
Den unge Columbus sitter och studerar Marco Polos minnen, men en röst bjuder honom att hålla sig till havet och dra västerut. Plötsligt kommer Isabellas duva flygande. Columbus tar av ringen och drar ut i världen. På en strand finner han en döende matros. Han försöker fråga ut honom, men han dör.
Columbus är i Lissabon där han gift sig och förbrukat sin hustrus förmögenhet. Han försäkrar dock sina anhängare att han kommer att kunna vinna kungen för sina planer, och han lyckas få tillstånd att lägga fram planerna för kungen. Drottning Isabella förrättar bön i sitt kapell. Hon har känt igen sin ring på Columbus hand och tar den som ett tecken på att det är Guds vilja att hon skall stödja Columbus.
I Cádiz hamn utrustas fartygen Santa Maria, Niña och Pinta, men Amerikas gudar försöker hindra seglatsen över Atlanten. Manskapet gör myteri och vill återvända till Spanien med oförrättat ärende, men då visar sig en vit duva som tecken på att det är land i sikte.

### Del 2
Vid hemkomsten mottas Columbus i triumf, men kungen tillråds av sina förtrogna att göra sig kvitt den alltför berömde upptäcktsfararen. Efter den fjärde resan till Amerika låter kungen slå Columbus i bojor och uppkallar den nyupptäckta världsdelen efter Amerigo Vespucci. Columbus blir frigiven men får besked om att drottning Isabella är döende och vill träffa honom. Hennes begravningsprocession passerar. Då Columbus själv ligger för döden ser han i en syn drottningen, som letar efter sin duva och sin ring. Han vill inte lämna tillbaka den till henne utan sänder i stället det enda han har kvar, sin åsna, och på den rider drottningen in i paradiset på en matta som föreställer Amerika. Än en gång svävar duvan över den jättelika jordgloben som visar Amerika.